# Peraleda del Zaucejo

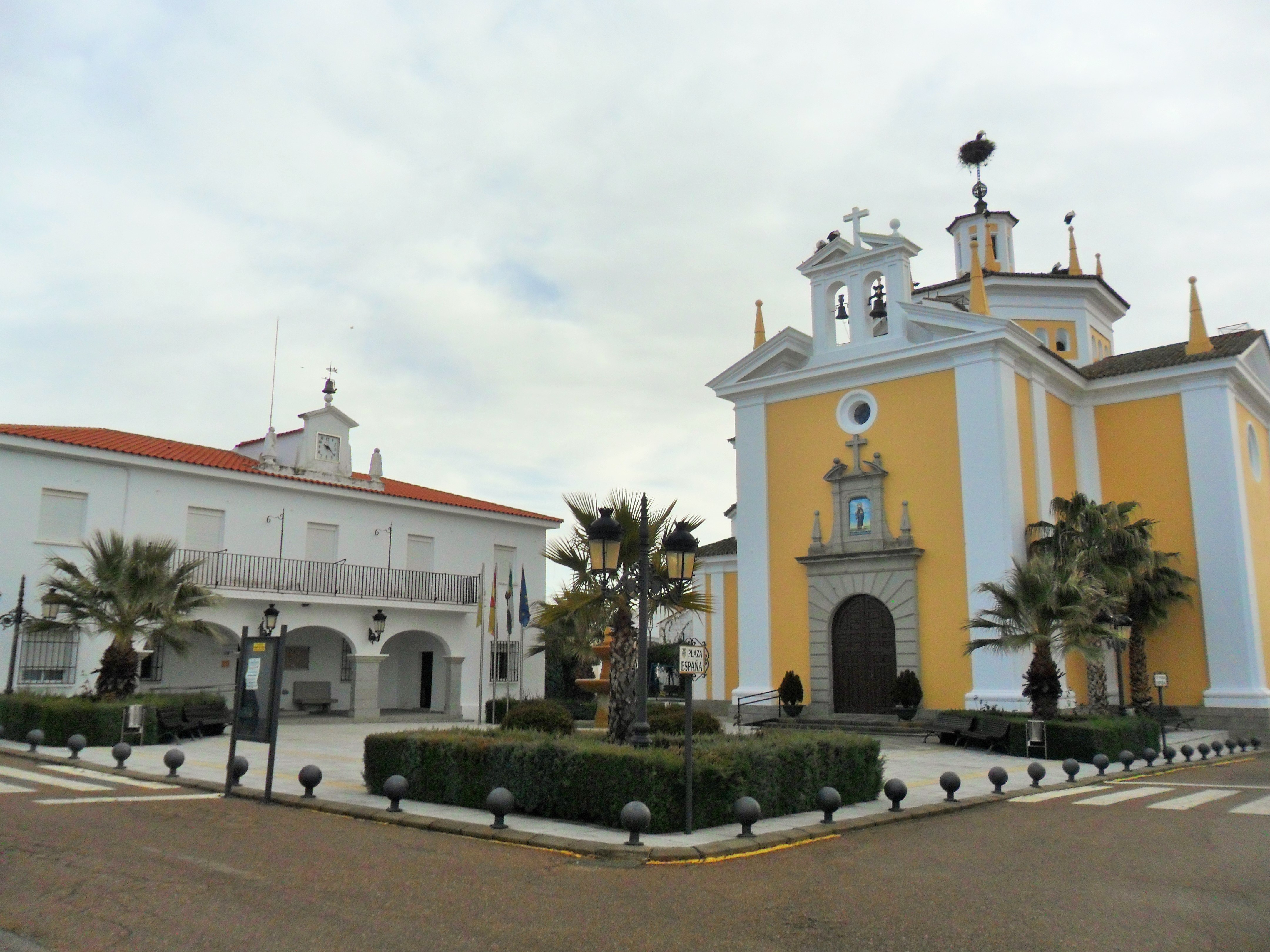
Plaza del ayuntamiento e iglesia parroquial.

Peraleda del Zaucejo es un municipio español, perteneciente a la provincia de Badajoz (comunidad autónoma de Extremadura).

## Situación
Se localiza en el límite con las tierras de Córdoba, camino de Peñarroya-Pueblonuevo, entre las sierras del Pedroso, Acebuche y Casal, entre Monterrubio de la Serena y Campillo de Llerena, a considerable distancia de estos dos núcleos y de cualquier otro.
| Noroeste: Zalamea de la Serena y Campillo de Llerena | Norte: Monterrubio de la Serena      | Noreste: Monterrubio de la Serena      |
| Oeste: Campillo de Llerena                           |                                      | Este: Fuente Obejuna                   |
| Suroeste: Azuaga                                     | Sur: Granja de Torrehermosa y Azuaga | Sureste: Fuente Obejuna y Hornachuelos |

Pertenece a la comarca de Campiña Sur y al partido judicial de Castuera.
Tiene como foco de importancia más cercano a Azuaga y pertenece a la mancomunidad de aguas y servicios de Llerena.

## Historia
El enclave se integraba en La Serena como posesión de la Orden de Alcántara, con rango de Encomienda. En 1472 el Comendador de la misma, Diego de Córdoba, solicitó al Maestre Gómez de Cáceres y Solís autorización para fundar en sus territorios un poblado, siéndole concedida ese mismo año. Esta es, pues, la fecha de la fundación de Peraleda. Como estímulo para su asentamiento, los que llegaran a establecerse en él quedarían exentos de abonar tributos durante diez años. En 1748 el lugar obtuvo la categoría de Villa exenta.
A la caída del Antiguo Régimen la localidad se constituye en municipio constitucional en la región de Extremadura, con varias denominaciones sucesivas: Peraleda o Zaucejo , Peraleda de Zaucejo, Peraleda de Zaucejo o Zaucejo y Peraleda del Zaucejo o Zaucejo. Desde 1834 quedó integrado en el partido judicial de Castuera. En el censo de 1842 contaba con 114 hogares y 450 vecinos.

## Demografía
Peraleda del Zaucejo cuenta con una población de 479 habitantes (INE 2024).
| Gráfica de evolución demográfica de Peraleda del Zaucejo entre 1842 y 2021 |
| |
| Población de derecho según los censos de población del INE. Población de hecho según los censos de población del INE.En este censo se denominaba Peraleda o Zaucejo: 1842. En estos censos se denominaba Peraleda de Zaucejo: 1857, 1860, 1877, 1887, 1897, 1900, 1910 y 1920. En estos censos se denominaba Peraleda de Zaucejo o Zaucejo: 1930, 1940, 1950 y 1960. En este censo se denominaba Peraleda del Zaucejo o Zaucejo: 1970. |

Un número muy importante de vecinos de la localidad emigró en las décadas de 1950, 1960 y 1970, constituyendo una importante colonia, entre otros lugares, en San Baudilio de Llobregat (Barcelona).
| 1900 | 1910 | 1920  | 1930  | 1940  | 1950  | 1960  | 1970  | 1981 | 1991 | 2000 | 2001 | 2002 | 2003 | 2004 | 2005 | 2006 | 2007 | 2011 |
| ---- | ---- | ----- | ----- | ----- | ----- | ----- | ----- | ---- | ---- | ---- | ---- | ---- | ---- | ---- | ---- | ---- | ---- | ---- |
| 764  | 957  | 1 417 | 1 641 | 1 493 | 2 181 | 2 054 | 1 005 | 811  | 717  | 664  | 642  | 634  | 612  | 600  | 590  | 590  | 592  | 614  |

## Patrimonio

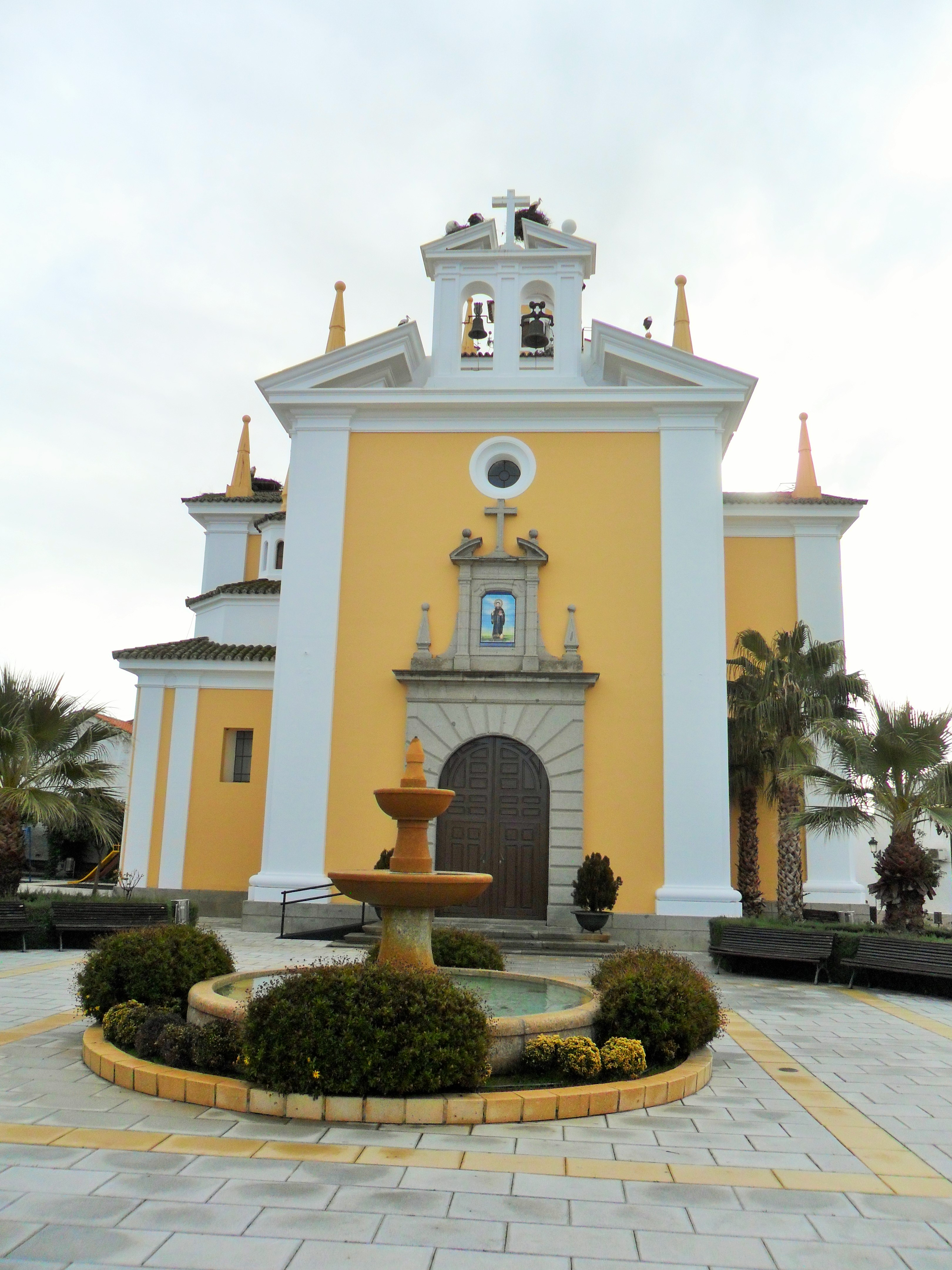
Iglesia parroquial de San Benito Abad.

Iglesia parroquial católica bajo la advocación de San Benito Abad, en la archidiócesis de Mérida-Badajoz. La iglesia antigua,  que era del siglo XVI y estaba bajo la misma advocación, era uno de los dos edificios históricos de la población junto con la Casa de la Encomienda; ambos han desaparecido. La iglesia antigua fue destruida en 1936.
Esta nueva iglesia, último edificio de estilo  clasicista levantado en la región, tiene un gran cuerpo con una fachada de estilo severo, líneas rectas y gran altura. Está rematada por una  espadaña con frontón y dos huecos para las campanas. La planta tiene forma de cruz griega cubierta por una  cúpula gallonada. El altar mayor y el transepto también está cubierto mediante una cúpula.

## Ciudades hermanadas
La ciudad de Peraleda del Zaucejo participa en la iniciativa de hermanamiento de ciudades promovida, entre otras instituciones, por la Unión Europea.
- San Baudilio de Llobregat, provincia de Barcelona, Cataluña, España.
- Peraleda de la Mata, provincia de Cáceres, Extremadura, España.
- Peraleda de San Román, provincia de Cáceres, Extremadura, España.